# Keeper (Film)
Keeper (engl. für „Torwart“) ist ein international co-produziertes Drama aus dem Jahre 2015 von Guillaume Senez, der Regie geführt und das Drehbuch dazu geschrieben hat. Zum ersten Mal uraufgeführt wurde dieser beim Internationalen Filmfestival von Locarno und danach bei der Berlinale 2015 und beim Toronto International Film Festival 2015.
Keeper erhielt außerdem Preise wie den „Label Europa Cinemas“ in Locarno, den Preis der „Jury Jeunes au Festival du film francaise d’Helvetie“, „le Prix de la critique au Festival international du film francophone de Namur“ und den „Yound Talent Award“ des Filmfests Hamburg.
Der Film erschien am 28. Oktober 2015 in der Romandie und startete am 11. Mai 2017 in den deutschen Kinos.

## Handlung
Maxime und Mélanie, zwei in Brüssel lebende Jugendliche, lieben sich. Ungeschickt, jedoch voller Hingezogenheit erkunden die beiden ihre Sexualität. Doch dann wird Mélanie schwanger und Maxime ist davon nicht begeistert, denn er fühlt sich zu jung und sieht in der Schwangerschaft ein Hindernis um seine Karriere als Fußballtorhüter. Doch von Zeit zu Zeit gewöhnt er sich an den Gedanken, das Kind aufzuziehen. Aber Mélanie, die von ihrer Mutter unter Druck gesetzt wird, hat inzwischen ihre Meinung geändert.

## Auszeichnungen
- 2015: Jurypreis beim Festival Premiers Plans d’Angers
- 2015: Beste Hauptdarstellerin und der Jurypreis beim Marrakech International Film Festival
- 2015: Label Europa Cinemas beim Filmfestival Locarno
- 2015: Der Jugend-Jurypreis beim Festival du film français d'Helvétie
- 2015: Festival international du film francophone de Namur
- 2016: Besondere Empfehlung der Jury des Internationalen Filmfestivals Warschau
- 2016: Young Talent Award beim FilmFest Hamburg
- 2016: Spezialpreis der Jury des Festival international du premier film d'Annonay
- 2017: Magritte für das beste Erstlingswerk

## Bewertung des Films
„Writer-director Guillaume Senez breaks the mould with Keeper; though we are deeply immersed in both Maxime's and Mélanie's experiences, the film is ultimately a refreshingly honest portrayal of a boy's transition into manhood.“

„Der spielerisch leichte und doch ernsthafte Film vermeidet alles Thesenhafte und erforscht mit subjektiver Kamera und zahlreichen langen Einstellungen die turbulente Gefühlswelt authentisch wirkender Jugendlicher. Statt zu erklären, zeigt er inszenatorisch subtil, wie es ist, jung zu sein und erwachsen handeln zu müssen.“

„Schon die Schauspieler, die Senez für seinen Film gecastet hat, beeindrucken. […] [Sein] wichtigstes Stilmittel ist, dass er sich in der Behandlung seiner Protagonisten auffallend zurückhält. Die Kamera von Denis Jutzeler wirkt wie ein unsichtbarer, stiller Beobachter, durch die keine Bewertung stattfindet, keine Positionierung. […] Mit all diesen Mitteln gelingt Senez so etwas wie ein zeitgenössischer Gegenentwurf zu "La Boum - Die Fete - Eltern unerwünscht", ein lakonisches Porträt der Jugend in unserer Zeit – unspektakulär, aber bewegend. "Keeper" traut sich, auf allzu viele Klischees zu verzichten, er traut sich Pausen zu, quälende Pausen, und er setzt auf Protagonisten, die neben dem Alltäglichen auch die Provokation beherrschen, den Schmerz.“